# Lechriodus
Lechriodus is een geslacht van kikkers uit de familie Limnodynastidae. De groep werd voor het eerst wetenschappelijk beschreven door George Albert Boulenger in 1882. Later werd de wetenschappelijke naam Batrachopsis gebruikt.
Er zijn vier soorten die voorkomen in Australië en Nieuw-Guinea.

## Soorten
Geslacht Lechriodus
- Soort Lechriodus aganoposis
- Soort Lechriodus fletcheri
- Soort Lechriodus melanopyga
- Soort Lechriodus platyceps

Adelotus · 
Heleioporus · 
Lechriodus · 
Limnodynastes · 
Neobatrachus · 
Notaden · 
Philoria · 
Platyplectrum